# Gare de Neuilly-lès-Dijon
Gare de Neuilly-lès-Dijon vasútállomás Franciaországban, Neuilly-lès-Dijon településen.

## Vasútvonalak
Az állomást az alábbi vasútvonalak érintik:
- Dijon–Vallorbe-vasútvonal

## Kapcsolódó állomások
A vasútállomáshoz az alábbi állomások vannak a legközelebb:
- Gare de Dijon-Ville (Dijon–Vallorbe-vasútvonal)
- Gare de Genlis (Dijon–Vallorbe-vasútvonal)